# Leptopecten
Leptopecten is een geslacht van tweekleppigen uit de familie van de Pectinidae (mantelschelpen).

## Soorten
- Leptopecten latiauratus (Conrad, 1837)
- Leptopecten linki (Dall, 1926)
- Leptopecten tumbezensis (d'Orbigny, 1846)